# چو گیو سونگ
چو گیو سونگ (کره‌ای: 조규성؛ انگلیسی: Cho Gue-sung؛ زادهٔ ۲۵ ژانویهٔ ۱۹۹۸) بازیکن فوتبال اهل کره جنوبی است.که برای باشگاه فوتبال میتیلند در سوپر لیگ دانمارک و تیم ملی فوتبال کره جنوبی به عنوان مهاجم بازی می‌کند.
از باشگاه‌هایی که در آن بازی کرده است می‌توان به باشگاه فوتبال چونبوک هیوندای موتورز اشاره کرد.
وی همچنین در تیم‌های ملی فوتبال زیر ۲۳ سال کره جنوبی و کره جنوبی بازی کرده است.
او همچنین سابقه زدن دو گل در جام جهانی قطر به تیم ملی غنا را دارد.